# Diana Peñalver
Diana Peñalver (n. 1965) és una actriu nascuda a Sevilla.
Forjada com a actriu en el món del teatre, participà en muntatges com el de Las galas del difunto, de Valle-Inclán, dirigida per Gerardo Malla en 1987.
En la gran pantalla havia debutat en 1984 amb la pel·lícula El caso Almería (1984). Durant els anys vuitanta, treballa a les ordres de directors com Miguel Picazo (Extramuros, 1985), Vicente Aranda (Tiempo de silencio, 1986; El Lute: camina o revienta, 1987), Fernando Trueba (El año de las luces, 1986), Luis García Berlanga (Moros y cristianos, 1987); o Jaime Chávarri (Las cosas del querer, 1989).
Compagina aquesta activitat cinematogràfica amb papers de repartiment en sèries de televisió com Lorca, muerte de un poeta (1987), Juncal (1989), El olivar de Atocha (1989) o El mundo de Juan Lobón (1989). Salta a la popularitat gràcies a Fernando Colomo que li ofereix el paper de Charo, una jove andalusa resident a Madrid, on comparteix pis amb Nuri (Carme Conesa) en la sèrie d'èxit Las chicas de hoy en día (1991-1992).
Un any després intervé en el film de culte Braindead (1992), del neozelandès Peter Jackson i més tard intervé en la pel·lícula Canción de cuna (1994), de José Luis Garci.
En 1999-2000 torna a televisió per a interpretar el personatge de Dori en la sèrie Mediterráneo, de Telecinco.
En els últims anys, ha centrat la seva activitat en el teatre, mitjà en el qual ja havia començat a destacar des de 1993, amb l'obra Dígaselo con Valium, de José Luis Alonso de Santos. Més recentment va intervenir a Black Comedy  (1997), de Peter Shaffer i Cuando era pequeña (2006), en la que va compartir escenari amb Isabel Ordaz.
A més, va participar en l'última temporada d' El comisario (2008), com a recepcionista en la comissaria de San Fernando.
És filla de Santiago del Campo, autor del mosaic que presideix la façana principal de l'estadi Ramón Sánchez Pizjuán.
El seu, de moment, última aparició televisiva va ser en el primer capítol de la sèrie Física o Química. Guanyadora del Premi de la Unión de Actores (1991) a la Millor Protagonista de TV per Las chicas de hoy en dúa, sèrie per la qual, a més va ser nominada als Fotogramas de Plata aquest mateix any.